# ۲-آمینوتیازولین-۴-کربوکسیلیک اسید
۲-آمینوتیازولین-۴-کربوکسیلیک اسید (ACTA) یک ترکیب آلی حاوی گوگرد و یک هتروسیکل با فرمول شیمیایی HO۲CCHCH۲SCNH۲N است. این ترکیب مشتقی از تیازولین است. ACTA واسطه‌ای در سنتز صنعتی آمینو اسید ال-سیستئین است. این مولکول با توتومر خود ۲-ایمینوتیازولیدین-۴-کربوکسیلیک اسید در تعادل است.
این مولکول از واکنش متیل کلروآکریلات با تیواوره تولید می‌شود. همچنین یک نشانگر زیستی برای مسمومیت با سیانید است، زیرا در نتیجه تراکم سیستئین و سیانید تولید می‌شود.